# Frittata con le ortiche
La frittata con le ortiche è un piatto tradizionale lombardo e piemontese.

## Descrizione
Del piatto esistono due versioni. In quella lombarda, si utilizzano le ortiche, il parmigiano, sale e pepe. Nella versione piemontese del piatto, invece, le erbe vengono rosolate nel burro e nelle cipolle.